# Galijula
Koordinati:   42°22′43″N, 16°20′20″E
Galijula je majhen nenaseljen otoček v skupini Palagruških otokov (Hrvaška).
Otoček leži okoli 3 milje VJV od največjega otoka v skupini - Vele Palagruže. Njegova površina meri 0,003 km² (3 ha). Dolžina otoka je 0,1 km, dolžina obalnega pasu pa je 0,3 km. Najvišji vrh je visok 11 m.
Otoček je nenaseljen in ni primeren za prebivanje. Galijula je obkrožena s številnimi plitvinami, zaradi česar je dostop do otočka zelo otežen. Izpostavljen je vetrovom iz vseh smeri in ni primeren za sidranje v primeru slabega vremena. Pri Galijuli so izmerili najvišje valove v Jadranu. Valovi so dosegli višino 9 m. V bližini jugozahodno od otočka je plitvina Pupak, kjer se nahajajo ostanki potopljene ladje.
Južna točka Galijule je obenem najjužnejša kopenska točka Hrvaške.